# Sh2-59
Sh2-59 (également connue sous le nom de RCW 172) est une nébuleuse en émission visible dans la constellation de l'Écu.
Elle est située dans la partie centre-nord de la constellation, à environ 1° nord-nord-est de l'étoile α Scuti. Elle s'étend sur 20 minutes d'arc en direction d'une région de la Voie lactée fortement obscurcie par d'épais nuages de poussière. La période la plus propice à son observation dans le ciel du soir se situe entre juin et novembre. N'étant qu'à 7° de l'équateur céleste, on peut l'observer indistinctement depuis toutes les régions peuplées de la Terre.
Il s'agit d'une région H II constituant la partie la plus éclairée d'un vaste complexe nébuleux en forme de bulle bien visible sur les images prises à la longueur d'onde Hα. Sa distance fait l'objet de débats : selon une étude de 2003 celle-ci est indiquée comme égale à environ 5 470 pc (∼17 800 al), la plaçant ainsi dans une région très interne de la Voie lactée. D'autres scientifiques ont déduit une distance d'environ 3 100 pc (∼10 100 al), donc au bord extérieur du Bras Écu-Croix. D'autres études fournissent d'autres distances ou indiquent une valeur incertaine ou indéterminée. L'étoile binaire à rayons X Scutum X-1 est également observée dans la même direction, avec laquelle la nébuleuse n'est pas nécessairement liée physiquement. Selon le catalogue Avedisova, Sh2-59 est associé à la source de rayonnement infrarouge RAFGL 2203 et à une source d'ondes radio, ce qui indiquerait une activité de formation d'étoiles.